# Ray Toro
Raymond Manuel Toro-Ortiz (Kearny (New Jersey), 15 juli 1977) is een Amerikaans muzikant. Hij is de leadgitarist en een van de twee achtergrondzangers van My Chemical Romance.
Toen hij jong was, luisterde hij naar muziek van Queen en Metallica. Zijn grote voorbeelden waren destijds Brian May en Randy Rhoads.